# Sarrewerden
 Sarrewerden (en alsacià Sààrwerde, alemany Saarwerden) és un municipi francès, situat a la regió del Gran Est, al departament del Baix Rin. L'any 1999 tenia 1.013 habitants. El 1972 es va fusionar amb els municipis de Bischtroff-sur-Sarre i Zollingen.
Forma part del cantó d'Ingwiller, del districte de Saverne i de la Comunitat de comunes de l'Alsace Bossue.

## Demografia
| 1962 | 1968 | 1975 | 1982 | 1990 | 1999  | 2017 |
| ---- | ---- | ---- | ---- | ---- | ----- | ---- |
| 917  | 934  | 947  | 967  | 987  | 1.013 | 848  |

## Administració
| Període   | Identitat          | Partit |
| --------- | ------------------ | ------ |
| 2001-2007 | Gérard Berg        |        |
| 2007-     | Jean-Joseph Taesch |        |